# Zubna obnova
Zubna obnova ili dentalno punjenje je tretman kojim se obnavlja funkcija, integritet, i morfologija nedostajuće zubne strukture usled karijesa ili spoljašnje traume, kao i zamena takve strukture podržane dentalnim implantima. Postoje dve široke vrste - direktna i indirektna - i one su dalje klasifikovane prema lokaciji i veličini. Na primer, punjenje korenskog kanala je restorativna tehnika koja se koristi za ispunjavanje prostora u kojem zubna pulpa obično boravi.

## Priprema zuba
Vraćanje zuba u dobru formu i funkciju zahteva dva koraka:
1. priprema zuba za postavljanje restorativnog materijala, i
2. postavljanje tih materijala.

Proces pripreme obično uključuje rezanje zuba pomoću rotacionog zubarskog alata i sečiva ili stomatiloškog lasera kako bi se stvorio prostor za planirane restorativne materijale i da bi se uklonili svi zubni raspadi ili delovi zuba koji strukturno nisu zvučni. Ako se trajna restauracija ne može izvršiti odmah nakon pripreme zuba, može se izvršiti privremena obnova.
Pripremljeni zub, spreman za postavljanje restorativnih materijala, obično se naziva zubnim preparatom. Korišćeni materijali mogu biti zlato, amalgam, zubni kompoziti, stakleni jonomerni cement ili porculan, između ostalog. Preparati mogu biti intrakoronski ili ekstrakoronski. Intrakoronski preparati su oni koji služe za zadržavanje restorativnog materijala unutar granica strukture krune zuba. Primeri uključuju sve klase šupljinskih preparata za kompozit ili amalgam, kao i one za inleje od zlata i porculana. Intrakoronski preparati se takođe prave kao ženki primaoci koji prihvataju muške komponente uklonjivih delimičnih proteza. Ekstrakoronski preparati daju jezgro ili bazu na koju će se postaviti restorativni materijal koji će zubu vratiti u funkcionalnu i estetsku strukturu. Primeri uključuju krunice i onleje, kao i vinire.
Prilikom pripreme zuba za restauraciju, brojna razmatranja određuju tip i opseg preparata. Najvažniji faktor koji treba uzeti u obzir je propadanje. Najvećim delom, opseg raspadanja će definisati opseg pripreme, a time i, sledeći metod i odgovarajuće materijale za restauraciju.
Još jedan aspekat je nepodržana struktura zuba. Prilikom pripreme zuba za vršenje restauracije uklanja se nepodržana gleđ kako bi se omogućila predvidljivija obnova. Iako je gleđ najtvrđa supstanca u ljudskom telu, ona je posebno krta, i nepodržana gleđ se lako lomi.
Jedan sistematski pregled je došao do zaključka da se za pokvarene mlečne (primarne) zube, stavljanje gotove metalne krune preko zuba (Halova tehnika) ili samo delimično uklanjanje karijesa (koje se takođe naziva „selektivno uklanjanje“) pre postavljanja punjenje može biti bolje od konvencionalnog tretmana uklanjanja svog truljenja pre punjenja. Za pokvarene odrasle (trajne) zube, delimično uklanjanje karijesa (takođe poznato kao „selektivno uklanjanje“) pre punjenja zuba, ili dodavanje druge faze ovom tretmanu gde se više karijesa uklanja nakon nekoliko meseci, može biti bolje nego konvencionalni tretman.

## Direktne restoracije
Ova tehnika uključuje postavljanje mekog ili savitljivog punjenja u pripremljeni zub i izgradnju zuba. Materijal se zatim učvršćuje i zub se obnavlja. Prednost direktnih restauracija je da se obično postavljaju brzo i da mogu potaviti u jednom postupku. Stomatolog ima mnoštvo različitih opcija punjenja na izboru. Odluka se obično donosi na osnovu lokacije i ozbiljnosti pridružene šupljine. Pošto je potrebno da se materijal postavi dok je u kontaktu sa zubom, ograničena energija (toplota) se prenosi na zub iz procesa očvršćavanja.

## Indirektne restoracije
U ovoj se tehnici restauracija izrađuje izvan usta koristeći zubne оtiske pripremljenog zuba. Uobičajene indirektne restauracije uključuju inleje i onleje, krunice, mostove i vinire. Obično zubni tehničar izrađuje indirektnu restauraciju iz podataka koje je pružio stomatolog. Gotova restauracija se obično trajno veže zubnim cementom. To se često se radi u dve odvojene posete stomatologu. Uobičajene indirektne restauracije izvode se korišćenjem zlata ili keramike.
Dok se priprema indirektna restauracija, ponekad se koristi provizorna/privremena restauracija koja pokriva pripremljeni zub kako bi se pomoglo u održavanju okolnih zubnih tkiva.
Zubne proteze koje se mogu skinuti (uglavnom protetika) ponekad se smatraju oblikom indirektne restauracije zuba, jer su napravljene da zamenjuju zube koji nedostaju. Postoje brojne vrste preciznih dodataka (poznatih i kao kombinovane restauracije) koji pomažu skidanje protetskog spoja zuba, uključujući magnete, štipaljke, kuke i implantate, koji se i sami mogu videti kao oblik zubne obnove.
CEREC metoda je CAD/CAM restorativna procedura koja se izvodi u zubarskoj ordinaciji. Optički otisak pripremljenog zuba snima se kamerom. Zatim određeni softver uzima digitalnu sliku i pretvara je u 3D virtuelni model na ekranu računara. Keramički blok koji odgovara nijansi zuba se postavlja u glodalicu. Potpuno keramička masa u boji zuba se izrađuje i spremna je da se postavi na licu mesta.
Drugi način izrade je import STL i matičnih CAD datoteka zuba u CAD/CAM softverske proizvode koji korisnika vode kroz proizvodni proces. Softver može odabrati alate, obradne sekvence i uslove sečenja optimizovane za određene vrste materijala, kao što su titanijum i cirkonijum, i za određene proteze, kao što su prevlake i mostovi. U nekim slučajevima, zamršena priroda nekih implantata zahteva upotrebu 5-osnih metoda obrade da bi se obavio svaki deo posla.

## Klasifikacijе šupljinа
Grin Vardiman Blekova klasifikacija:
G.V. Blek je klasifikovao šupljine u zavisnosti od njihovog mesta:

- Klasa  Karijes koji utiče na jame i pukotine, na okluzalne, bukalne i jezične površine kutnjaka i prekutnjaka i na palatal maksilarnih sekutića.
- Klasa  Karijes koji utiče na proksimalne površine kutnjaka i prekutnjaka.
- Klasa  Karijes koji utiče na proksimalne površine centralnih zuba, bočnih zuba i očnjaka.
- Klasa  Karijes koji proksimalno deluje uključujući ivice prednjih zuba.
- Klasa  Karijes koji utiče na lica desni ili jezičke površine prednjih ili stražnjih zuba.
- Klasa  Karijes koji utiče na vrhove kutnjaka, prekutnjaka i očnjaka

Graham J. Mauntova klasifikacija:
Maunt je klasifikova šupljine u zavisnosit od njihovog mesta i veličine. Predložena klasifikacija zamišljena je da pojednostavi identifikaciju lezija i da defiše njihovu složenost kako se povećavaju.
Mesto:
- Jama/Raspuklina: 1
- Područje kontakta: 2
- Cervikalno: 3

Veličina:
- Minimalno: 1
- Umereno: 2
- Uvećano: 3
- Ekstenzivno: 4

## Literatura
- Branemark, Per-Ingvar; Zarb, George (1989). Tissue-integrated prostheses (in English). Berlin, German: Quintessence Books. ISBN 978-0867151299.
- Branemark, Per-Ingvar; Worthington, Philip (1992). Advanced osseointegration surgery: applications in the maxillofacial region (in english). Carol Stream, Illinois: Quintessence Books. ISBN 978-0867152425.
- Laskin, Daniel (2007). Decision making in oral and maxillofacial surgery. Chicago, IL: Quintessence Pub. Co. ISBN 9780867154634.
- Lee SL (2007). Applications of orthodontic mini implants. Hanover Park, IL: Quintessence Publishing Co, Inc. стр. 1–11. ISBN 9780867154658.
- Sclar, Anthony (2003). Soft tissue and esthetic considerations in implant dentistry (in english). Carol Stream, IL: Quintessence Books. ISBN 978-0867153545.
- Buser, Daniel; Schenk, Robert K (1994). Guided bone regeneration in implant dentistry (in english). Hong Kong: Quintessence Books. ISBN 978-0867152494.
- Pallaci, Patrick (1995). Optimal implant positioning and soft tissue management for the Branemark system (in english). Germany: Quintessence Books. ISBN 978-0867153088.
- Renouard, Frank (1999). Risk Factors in Implant Dentistry: Simplified Clinical Analysis for Predictable Treatment. Paris, France: Quintessence International. ISBN 978-0867153552.
- Lindhe J, Lang NP, Karring T, ур. (2008). Clinical Periodontology and Implant Dentistry (5th изд.). Oxford, UK: Blackwell Munksgaard. ISBN 9781405160995.
- Newman M, Takei H, Klokkevold P, ур. (2012). Carranza's Clinical Periodontology (in English). St. Louis, Missouri: Elsevier Saunders. ISBN 9781437704167.
- Anusavice, Kenneth J.; Ralph W. Phillips; Chiayi Shen; H. Ralph Rawls (2013). Phillips' Science of Dental Materials (12th изд.). St. Louis, Mo.: Elsevier/Saunders. ISBN 978-1-4377-2418-9. OCLC 785080357.
- McCabe, John F.; Angus W. G. Walls (2008). Applied Dental Materials (9th изд.). Oxford, UK: Blackwell Publishing. ISBN 978-1-4051-3961-8. OCLC 180080871. Приступљено 28. 3. 2013.
- Van Noort, Richard (2013). „2.3 Glass-ionomer cements and resin-modified glass-ionomer cements”. An Introduction to Dental Materials (4th изд.). London: Elsevier/Mosby. стр. 95–106. ISBN 978-0-7234-3659-1. OCLC 821697096.
- Powers, John M.; John C. Wataha (2013). Dental Materials: Properties and Manipulation (10th изд.). St. Louis, Mo.: Elsevier/Mosby. ISBN 978-0-323-07836-8. OCLC 794161326.
- Wilson, A. D.; J. W. Nicholson (2005) [1993]. „5.9 Glass polyalkenoate (glass-ionomer) cement”. Acid-Base Cements: Their Biomedical and Industrial Applications. Chemistry of Solid State Materials 3 (reprint изд.). Cambridge, UK: Cambridge University Press. стр. 116—196. ISBN 978-0-521-67549-9. OCLC 749544621. Приступљено 28. 3. 2013.
- Wilson, Alan D.; John W. McLean (1988). Glass-ionomer Cement. Chicago: Quintessence Publishing Company. ISBN 978-0-86715-200-5. OCLC 17300425.
- Bjørklund, G (1989). „The history of dental amalgam (in Norwegian)”. Tidsskr Nor Laegeforen. 109 (34–36): 3582—3585. PMID 2694433.
- Czarnetzki, A.; Ehrhardt S. (1990). „Re-dating the Chinese amalgam-filling of teeth in Europe”. International Journal of Anthropology. 5 (4): 325—332.
- Westcott, A. (1844). „Report to the Onondonga Medical Society on metal paste (amalgam)”. American Journal of Dental Science IV. 1st Ser: 175—201.
- American Society of Dental Surgeons (1845). American Journal of Dental Science. Harvard University..
- Molin, C (фебруар 1992). „Amalgam—fact and fiction”. Scandinavian Journal of Dental Research. 100 (1): 66—73. PMID 1557606. doi:10.1111/j.1600-0722.1992.tb01811.x.
- Bremner MDF (1939). The Story of Dentistry from the Dawn of Civilization to the Present. Dental Items of Interest Pub.. Co.